# Зара (руска певица)
Вижте пояснителната страница за други личности с името Зара.
Зара (родена на 26 юли 1983 г., Отрадное, Кировски район, Ленинградска област, РСФСР), или Зарифа Пашаевна Мгоян (Зарифа Пашаевна), е руска певица и актриса от кюрдски произход.
Тя е дъщеря на Паша Бимбашиевич Мгоян и Нади Джамаловна Мгоян. Детството си прекарва в Армения. Има брат (Рома) и сестра (Лиана).
През 1997 г. Зара става финалист в телевизионния конкурс Utrennya zvezda („Утринна звезда“, Москва) и получава „Гран при“ на международния фестивал Let Children Laugh („Накарайте децата да се смеят“, Кайро и Порт Саид, Египет).
През 1998 г. тя печели песенния конкурс Nadejdi Sibiri („Надеждите на Сибир“) в Омск и открития конкурс Deni pojdeniya („Рожден ден“) в Санкт Петербург. Педставя се и на конкурса Nadejdi Evropi („Надеждите на Европа“), проведен в Сочи, където печели. През 1999 г. участва във фестивала „Голоса-99“ („Гласове-99“) и получава наградата „Изборът на слушателя“. Участва в 6-ия сезон на телевизионната програма „Фабрика на звездите“.
Зара, която е язидска по вяра до 2004 г., приема християнството.
Участва активно в руската пропаганда по време на Руско-украинската война.
През 2023 г. тя издава първия си кюрдски (Kurmancca) албум, наречен Klama Dilê Min („Песни на сърцето ми“).

## Дискография
| Заглавие                            | От                 |
| ----------------------------------- | ------------------ |
| Сердце Джульетты                    | макси сингъл, 1996 |
| Сердце Джульетты                    | албум, 1999        |
| Зара                                | 2000               |
| Где течёт река                      | 2002               |
| Zara (en iyi şarkı toplaması)       | 2003               |
| Не оставляй меня одну               | 2005               |
| Я не та                             | 2007               |
| Для Неё                             | 2009               |
| В тёмных глазах твоих               | 2013               |
| #Миллиметры                         | 2016               |
| Klama Dilê Min (Песня моего сердца) | 2023               |